# IV. Anheszenpepi
IV. Anheszenpepi IV ókori egyiptomi királyné volt, a VI. dinasztiabeli II. Pepi fáraó egyik felesége és II. Noferkaré fáraó anyja.
Szakkarában temették el, valószínűleg már II. Pepi halála után, amikor az uralkodó osztály elszegényedett és már nem voltak meg a megfelelő források egy királyi temetéshez; saját piramisa nem épült, szarkofágját II. Iput királyné halotti templomának egy raktárhelyiségében találták meg. Maga a szarkofág is újrahasznosított; alja korábban I. Pepi fáraóé volt, akinek neve és címei még mindig olvashatóak rajta, teteje pedig egy régi évkönyves sztélé.
Címei: Anh-dzsed-Noferkaré király anyja (mwt-nỉswt ˁnḫ-ḏd-nfr-k3-rˁ), Felső- és Alsó-Egyiptom királyának anyja (mwt-nỉswt bỉtỉ), Men-anh-Noferkaré király felesége (ḥmt-nỉswt mn-ˁnḫ nfr-k3-rˁ), A király szeretett felesége (ḥmt-nỉswt mrỉỉt=f), Ennek az istennek a lánya (z3t-nṯr tw), Uadzset nevelt gyermeke (sḏtỉt w3ḏt).